# Lycaste lucianiana
Lycaste lucianiana är en orkidéart som beskrevs av Van Imschoot och Célestin Alfred Cogniaux. Lycaste lucianiana ingår i släktet Lycaste och familjen orkidéer. Inga underarter finns listade i Catalogue of Life.